# هالدنوانگ (ابرالاگوی)
هالدنوانگ (به آلمانی: Haldenwang) یک شهر در آلمان است که در ابرالاگوی واقع شده‌است.